# Dalia Tórrez Zamora
Dalia Masiel Tórrez Zamora, född 29 mars 1990, är en nicaraguansk simmare.
Tórrez Zamora tävlade för Nicaragua vid olympiska sommarspelen 2008 i Peking, där hon blev utslagen i försöksheatet på 50 meter frisim. Vid olympiska sommarspelen 2012 i London blev Tórrez Zamora utslagen i försöksheatet på 100 meter fjärilsim.
Vid olympiska sommarspelen 2016 i Rio de Janeiro blev hon utslagen i försöksheatet på 100 meter fjärilsim.